# Phelan Hill
Phelan Peter Hill, MBE (Bedford, 11 de março de 1987) é um remador e timoneiro britânico, campeão olímpico.

## Carreira
Hill competiu nos Jogos Olímpicos de 2012 e 2016. Em sua primeira aparição, em Londres, conquistou a medalha de bronze com a equipe da Grã-Bretanha no oito com. Quatro anos depois, no Rio de Janeiro, disputou a mesma prova e obteve a medalha de ouro.